# Michael Ojo
Michael Olalekan Ojo (Lagos; 5 de enero de 1993-Belgrado; 7 de agosto de 2020) fue un jugador de baloncesto nigeriano, nacionalizado estadounidense. Medía 2,16 metros de altura y ocupaba la posición de pívot.

## Carrera
Fue un pívot formado durante cuatro años en Florida State Seminoles (2012-2017) y tras no ser drafteado en 2017, debutó como profesional en Europa con el KK FMP Beograd, donde aportó 10.4 puntos y 5.6 rebotes en la liga serbia, y 12.0 puntos y 6.0 rebotes en la ABA Liga.
En verano de 2018 decidió cambiar de aires y firmó dos años con Estrella Roja.

## Muerte
El 7 de agosto de 2020, murió inesperadamente de un ataque cardíaco durante un entrenamiento en Belgrado, Serbia, con solo 27 años. Estaba realizando una sesión de entrenamiento individual en las instalaciones del FK Partizan cuando colapsó.